# La Vallesana
La companyia La Vallesana va passar a formar part del grup Sarbus el 1985. Creada l'any 1914 per diversos empresaris de Sabadell, Castellar del Vallès i Sant Llorenç Savall, actualment és l'empresa més petita dins del conglomerat d'empreses de Moventis. A excepció de la flota de microbusos per al servei urbà de Castellar i Sant Llorenç Savall (línia C3), la resta de la flota és la mateixa que fa servir l'empresa Marfina Bus, de Sarbus, la qual és compartida.